# Chignall Smealy
Chignall Smealy eller Little Chignal är en ort i civil parish Chignall, i distriktet Chelmsford i grevskapet Essex i England. Orten är belägen 6 km från Chelmsford. År 1888 blev den en del av den då nybildade Chignall. Parish hade 134 invånare år 1881.